# Cieza
Pour les articles homonymes, voir Cieza (homonymie).
Cieza est une ville de 35 000 habitants du sud de l'Espagne, chef-lieu de la comarque de la Vega Alta del Segura (es) (Murcie). Cela a une superficie de 367,02 km2.
Elle est traversée par le fleuve Segura et possède plusieurs sites archéologiques comme la Médina Siyasa (nom signifiant en arabe « ville politique »).

## Personnalités
- María Pilar López (1919-2006), poétesse et écrivaine, est née à Cieza.

## Site paléontologique
- Grotte de l'Arche